# ماکاسی
ماکاسی (انگلیسی: Makassy؛ زادهٔ ۳۱ ژوئیهٔ ۱۹۸۹) بازیکن فوتبال اهل فرانسه است.